# سنگ سرنوشت (فیلم)
سنگ سرنوشت (انگلیسی: Stone of Destiny) فیلمی محصول سال ۲۰۰۸ اسکاتلند و کانادا در سبک تاریخی، ماجراجویی و کمدی به نویسندگی و کارگردانی چارلز مارتین اسمیت و بازی چارلی کاکس، بیلی بوید، رابرت کارلایل و کیت مارا است. فیلمبرداری در ژوئن ۲۰۰۷ در لوکیشن‌های مختلفی در سرتاسر اسکاتلند، ویلز و انگلستان آغاز شد.